# Rens Vis
Rens Vis   (Magelang, 4 de juliol de 1904 - 8 de març de 1993) va ser un futbolista neerlandès. Va jugar un partit amb la selecció neerlandesa de futbol el 1926.

## Biografia
Vis va jugar a futbol amb l'HVV i va guanyar un partit per a la selecció dels Països Baixos el 31 d'octubre de 1926, en la derrota amistosa per 3-2 contra Alemanya. També va formar part de la plantilla dels Jocs Olímpics d'estiu de 1928, però no va jugar. Vis també va jugar a cricket a l'HVV.
El 1930, Vis es va traslladar a les Índies Orientals Holandeses. El febrer de 1949, mentre actuava com a administrador de l'empresa Pasawahan a la regió de Banjar, va ser segrestat juntament amb el seu personal per les Forces Armades Nacionals d'Indonèsia.